# Elezioni presidenziali in Tunisia del 2014
Le elezioni presidenziali in Tunisia del 2014 si tennero il 23 novembre (primo turno) e il 21 dicembre (secondo turno).

## Risultati
| Candidati            | Partiti                                                      | I turno   | I turno | II turno  | II turno |
| Candidati            | Partiti                                                      | Voti      | %       | Voti      | %        |
| -------------------- | ------------------------------------------------------------ | --------- | ------- | --------- | -------- |
| Beji Caid Essebsi    | Unione per la Tunisia (Nidaa Tounes - Al Massar - PTPD - PS) | 1 289 384 | 39,46   | 1 731 529 | 55,68    |
| Moncef Marzouki      | Congresso per la Repubblica                                  | 1 092 418 | 33,43   | 1 378 513 | 44,32    |
| Hamma Hammami        | Fronte Popolare (PT)                                         | 255 529   | 7,82    |           |          |
| Mohamed Hachmi Hamdi | Petizione Popolare (o Corrente dell'Amore)                   | 187 923   | 5,75    |           |          |
| Slim Riahi           | Unione Patriottica Libera                                    | 181 407   | 5,55    |           |          |
| Kamel Morjane        | Iniziativa Nazionale Desturiana                              | 41 614    | 1,27    |           |          |
| Néjib Chebbi         | Partito Repubblicano                                         | 34 025    | 1,04    |           |          |
| Safi Saïd            | Indipendente                                                 | 26 073    | 0,80    |           |          |
| Mondher Zenaidi      | Indipendente                                                 | 24 160    | 0,74    |           |          |
| Mustapha Ben Jafar   | Forum Democratico per il Lavoro e le Libertà                 | 21 989    | 0,67    |           |          |
| Altri                | -                                                            | 60 235    | 1,84    |           |          |
| Totale               | Totale                                                       | 3 267 569 | 100     | 3 110 042 | 100      |